# Harlem Park Three
Los Harlem Park Three eran un trío de estudiantes estadounidenses, Alfred Chestnut, Andrew Stewart y Ransom Watkins, que fueron acusados falsamente de asesinar al estudiante de noveno grado DeWitt Duckett en la escuela secundaria Harlem Park Junior High School en el vecindario de Harlem Park en Baltimore en 1983 y sentenciados a cadena perpetua en prisión. Cumplieron 36 años de prisión antes de ser exonerados en 2019. Después de ser exonerados, el trío demandó al Departamento de Policía de Baltimore en 2020, acusando al departamento de coaccionar las declaraciones de testigos. En 2023, llegaron a un acuerdo extrajudicial por US$48 000 000, el mayor acuerdo en la historia de Baltimore.

## Asesinato de DeWitt Duckett
Alrededor de la 1:25 pm del viernes 18 de noviembre de 1983, DeWitt Duckett, estudiante de noveno grado de 14 años, junto con otros dos estudiantes, caminaba hacia la cafetería de la escuela secundaria Harlem Park por un pasillo tranquilo. Mientras se dirigía a la cafetería, un hombre armado y otras dos personas se acercaron a Duckett, que vestía una chaqueta de la Universidad de Georgetown de un valor de US$65, y le pidieron que se quitara la chaqueta. Mientras Duckett se quitaba la chaqueta, el hombre apuntó con su arma a los estudiantes que acompañaban a Duckett, quienes huyeron. Mientras huían, el hombre le disparó a Duckett en el lado derecho del cuello. Las dos personas que acompañaban al hombre se marcharon y no participaron en el robo ni en el tiroteo. Después de recibir el disparo, Duckett corrió escaleras arriba, atravesó la cafetería y se desplomó frente a las puertas de las oficinas administrativas. Lo llevaron al Centro de Traumatología R. Adams Cowley y lo declararon muerto a las 3 p. m.. Fue el primer asesinato en la historia de las escuelas públicas de la ciudad de Baltimore.

## Investigación y juicio
Después de la muerte de Duckett, el testigo principal fue Ron Bishop, uno de los estudiantes que estaban con Duckett cuando fue asesinado. El personal de la escuela también informó que tres jóvenes de 16 años que no eran estudiantes, Alfred Chestnut, Andrew Stewart y Ransom Watkins, estaban en el edificio ese mismo día. La investigación del asesinato fue asignada al veterano detective del Departamento de Policía de Baltimore, Donald Kincaid. El día después del tiroteo, Kincaid fue a las casas de Chestnut y Watkins para interrogarlos. Chestnut llevaba una chaqueta de Georgetown durante el interrogatorio y ambos mantuvieron su inocencia y Chestnut afirmó que la chaqueta era suya. Kincaid tomó fotografías de los tres sospechosos.
Poco después de tomarles fotografías, Kincaid fue a la casa de Bishop y le mostró 11 fotografías de víctimas potenciales. Reconoció a Chestnut, Stewart y Watkins de la escuela primaria, pero no destacó a ninguna víctima. Esto se repitió dos veces. El funeral de Duckett se celebró y contó con la asistencia del entonces concejal y futuro miembro de la Cámara de Representantes de Estados Unidos, Kweisi Mfume. La tarde del funeral, Kincaid fue informado de otro testigo potencial, una niña de 13 años que fue entrevistada en una sala de conferencias e identificó a Chestnut, Stewart y Watkins. Esa noche, los agentes recogieron a Bishop sin sus padres. Lo colocaron en una pequeña habitación con Kincaid y una serie de fotografías. Kincaid fue acusador y amenazó con que a Bishop no se le permitiría irse y que podría ser acusado de ser cómplice de asesinato si Bishop no decía quién lo hizo. Un total de cuatro testigos (incluido Bishop) dijeron que Chestnut, Stewart y Watkins cometieron el asesinato. Al día siguiente, Día de Acción de Gracias (24 de noviembre), fueron arrestados acusados de asesinato, robo a mano armada y violaciones a las leyes de armas de fuego. El 28 de mayo de 1984, Chestnut, Stewart y Watkins fueron declarados culpables de asesinato grave.

## Exoneración
En 2018, Chestnut, tras años de intentos, recibió los informes de investigación del asesinato de Duckett. Se dio cuenta de que una de las pistas decía que una persona llamada Michael Willis, que había sido asesinado a tiros en 2002, estaba en la escuela cuando ocurrió el asesinato, estaba armada y vistió una chaqueta de la Universidad de Georgetown en una pista de patinaje más tarde ese día. En 2019, Chestnut envió una carta de cinco páginas a la fiscal estatal Marilyn Mosby. La carta llegó al escritorio de Lauren Lipscomb, una fiscal que dirigió la unidad de condenas injustas. Ella volvió a investigar el caso debido a que el trío insistió en su inocencia durante todo su encarcelamiento. Ella pensó que el caso contra el trío era sólido, pero notó que, cuando los interrogaron, los testigos no pudieron testificar nada excepto que el trío lo hizo. En junio recibió otra carta de Chestnut con los informes de la investigación.
En el verano, Bishop, que ahora tenía 50 años, recibió una carta de la oficina de Mosby sobre el caso State v. Alfred Chestnut, et al.. La carta asustó a Bishop, quien inicialmente no respondió, pensando que podrían arrestarlo por mentir bajo juramento o por un delito inventado, pero se convenció a sí mismo de que respondería.

Estoy cansado de vivir esta mentira, que esos tres tipos lo hicieron. Si tengo que decir la verdad y eso me envía a prisión, iré a prisión.
—Ron Bishop, 2019

El 8 de agosto de 2019, entró en la oficina de Lipscomb y contó cómo mataron a su amigo, cómo Kincaid lo había amenazado y cómo mintió en el tribunal. Los demás testigos fueron entrevistados y todos confesaron que fueron coaccionados por Kincaid.
El 22 de noviembre de 2019, Mosby, junto con Lipscomb, visitaron al trío en sus prisiones para anunciar que habían sido liberados. Tres días después, los llevaron a un tribunal donde el juez del Tribunal de Circuito de la ciudad de Baltimore, Charles Peters, se disculpó con el trío y los dejó en libertad. En marzo de 2020, la Junta de Obras Públicas de Maryland votó a favor de pagar 2,9 millones de dólares a cada uno de los tres hombres tras su exoneración.

## Demanda contra el Departamento de Policía de Baltimore y acuerdo
En 2020, después de ser exonerados, el trío demandó al Departamento de Policía de Baltimore, a Kincaid y a otros dos agentes de policía, acusándolos de obligar a hacer declaraciones para respaldar una narrativa fabricada.

Cuando nos enviaron a prisión cuando éramos adolescentes, nos robaron la vida. Nos quitaron a nuestras familias. Nos quitaron la infancia. Esta demanda no puede recuperar todo lo que perdimos, pero es un paso importante mientras intentamos avanzar y sanar.
—Alfred Chestnut, 2020

En 2023, la Junta de Estimaciones de Baltimore aprobó un acuerdo extrajudicial de US$48 000 000 entre el trío y el Departamento de Policía de Baltimore, el mayor en la historia de Baltimore. En el acuerdo, el trío recibe US$14 900 000 cada uno y sus abogados reciben un total de US$3 300 000.